# Trąbki Wielkie (gmina)
Trąbki Wielkie est une gmina rurale du powiat de Gdańsk, Poméranie, dans le nord de la Pologne. Son siège est le village de Trąbki Wielkie, qui se situe environ 13 km au sud-ouest de Pruszcz Gdański et 23 km au sud de la capitale régionale Gdańsk.
La gmina couvre une superficie de 162,62 km2 pour une population de 10 952 habitants en 2016.

## Géographie
La gmina inclut les villages de Błotnia, Celmerostwo, Cząstkowo, Czerniec, Czerniewko, Czerniewo, Domachowo, Drzewina, Ełganówko, Ełganowo, Glinna Góra, Gołębiewko, Gołębiewo, Gołębiewo Średnie, Graniczna Wieś, Kaczki, Klępiny, Kleszczewo, Kłodawa, Klowiter, Kobierzyn, Łaguszewo, Mierzeszyn, Pawłowo, Postołowo, Pruska Karczma, Rościszewko, Rościszewo, Sobowidz, Trąbki Małe, Trąbki Wielkie, Warcz, Wojanowo, Wymysłowo, Zaskoczyn, Zielenina et Zła Wieś.
La gmina borde les gminy de Kolbudy, Pruszcz Gdański, Przywidz, Pszczółki, Skarszewy et Tczew.